# Чемпионат СССР по классической борьбе 1964
33-й Чемпионат СССР по классической борьбе проходил в Таллине с 19 по 21 июня (наилегчайший, полулёгкий, полусредний и полутяжёлый веса) и в Ленинграде (легчайший, лёгкий, средний и тяжёлый веса) с 26 по 28 июня 1964 года. В соревнованиях участвовало 135 борцов.

## Медалисты
| Весовая категория           | Золото                                          | Серебро                                       | Бронза                                      |
| --------------------------- | ----------------------------------------------- | --------------------------------------------- | ------------------------------------------- |
| Наилегчайший вес (до 52 кг) | Иван Кочергин Вооружённые Силы (Ростов-на-Дону) | Сергей Рыбалко «Динамо» (Запорожье)           | Армаис Саядов «Динамо» (Баку)               |
| Легчайший вес (до 57 кг)    | Омар Эгадзе «Гантиади» (Тбилиси)                | Владлен Тростянский Вооружённые Силы (Киев)   | А. Гукасян «Спартак» (Ереван)               |
| Полулёгкий вес (до 63 кг)   | Роман Руруа «Колмеурне» (Тбилиси)               | Юрий Григорьев «Авангард» (Запорожье)         | Агамов Сергей Вооружённые Силы (Баку)       |
| Лёгкий вес (до 70 кг)       | Давид Гванцеладзе «Буревестник» (Тбилиси)       | Генрих Марков «Динамо» (Киров)                | Олег Корват «Колос» (Киевская область)      |
| Полусредний вес (до 78 кг)  | Анатолий Колесов Вооружённые Силы (Москва)      | Георгий Вершинин Вооружённые Силы (Ленинград) | Ян Роотс «Калев» (Таллин)                   |
| Средний вес (до 87 кг)      | Анатолий Киров Вооружённые Силы (Москва)        | Александр Юркевич «Буревестник» (Ленинград)   | Римантас Багдонас Вооружённые Силы (Киев)   |
| Полутяжёлый вес (до 97 кг)  | Валерий Анисимов Вооружённые Силы (Москва)      | Алексей Кармацких «Буревестник» (Омск)        | Г. Лебеденко «Спартак» (Московская область) |
| Тяжёлый вес (свыше 97 кг)   | Николай Шмаков «Спартак» (Московская область)   | Анатолий Рощин Вооружённые Силы (Ленинград)   | Владимир Шкаран «Динамо» (Запорожье)        |